# Дикая вечеринка
«Дикая вечеринка» (англ. The Wild Party) — кинофильм режиссёра Джеймса Айвори, вышедший на экраны в 1975 году. Лента основана на одноимённой сатирической поэме Джозефа Монкьюра Марча (1926).

## Сюжет
Джолли Гримм — некогда выдающийся комик немого кино, чья слава угасла с наступлением эпохи звуковых фильмов. Желая вновь вернуться на вершину, Джолли за собственные средства снимает немую ленту о толстом монахе-францисканце. Для премьерного показа он собирает дома большую группу голливудских знаменитостей и продюсеров, рассчитывая, что кто-то из них захочет приобрести фильм для проката. Однако немая картина с серьёзным подтекстом не вызывает интереса у пресыщенной публики. Вторым ударом для Джолли становится то, что его подруга Куини оказывается неравнодушна к ухаживаниям одного из гостей — смазливой кинозвезды по имени Дейл Суорд.

## В ролях
- Джеймс Коко — Джолли Гримм
- Ракель Уэлч — Куини
- Перри Кинг — Дейл Суорд
- Тиффани Боллинг — Кейт
- Ройял Дано — Текс
- Дэвид Дьюкс — Джеймс Моррисон
- Крис Гилмор — Надин
- Эдди Лоуренс — Кройцер
- Мьюс Смолл — Берта